# قرية النوبة (تبن)

تعديل مصدري - تعديل

قرية النوبة هي إحدى قرى عزلة الحوطة بمديرية تبن التابعة لمحافظة لحج، بلغ تعداد سكانها 2172 نسمة حسب تعداد اليمن لعام 2004.